# Ischnocampa albiceps
Ischnocampa albiceps là một loài bướm đêm thuộc phân họ Arctiinae, họ Erebidae.